# حلبجة
حلبجة (بالكردية: هەڵەبجە، Helebce‏) هي مدينة عراقية ومركز محافظة حلبجة، تقع على بعد حوالي 240 كم (150 ميل) شمال شرق بغداد و 14 كم (9 ميل) من الحدود الإيرانية.
تقع المدينة عند سفح منطقة هورامان الجبلية التي تمتد على الحدود الإيرانية العراقية. يحدها من الغرب نهر سيروان، ومن الشمال الشرقي سلاسل هورامان وشنروه، ومن الجنوب سلسلة بالامبو، وتمثل المدينة مركز قضاء حلبجة. بعض سكان القرى المجاورة يتحدثون اللهجة الكردية الغورانية، إلا أن معظم الأكراد في مدينة حلبجة يتحدثون فقط باللهجة السورانية.
في 4 حزيران/يونيو 2013 قررت حكومة كردستان العراق تحويل حلبجة إلى محافظة وتلحق بها أقضية: حلبجة وشاربازير وبينجوين وسيد صادق، وهي أقضية كانت مرتبطة إداريًا بمحافظة السليمانية، واحالت مشروع القرار إلى الجهات المختصة لدراسته، وفي 13 آذار/مارس 2014 أعلن نيجيرفان بارزاني رئيس حكومة كردستان العراق عن تحويل محافظة حلبجة إلى المحافظة الرابعة في الإقليم وأحال القرار إلى مسعود بارزاني رئيس إقليم كردستان العراق والذي وافق على القرار في 16 آذار/مارس 2014 في الذكرى السادسة والعشرين لمجزرة حلبجة وصوت برلمان الإقليم على تحويلها إلى محافظة في 5 شباط/فبراير 2015.
في 13 آذار/مارس 2023 وافقت الحكومة العراقية على مشروع قانون تحويل قضاء حلبجة إلى المحافظة التاسعة عشرة من محافظات العراق وإحالة مسودة المشروع إلى مجلس النواب العراقي.
في 14 نيسان/أبريل 2025 صوت مجلس النواب العراقي على  مشروع قانون استحدث محافظة حلبجة، وبهذا أصبحت حلبجة رسميًا المحافظة رقم 19 من محافظات العراق.

## التسمية
تعددت الآراء في أصل تسمية مدينة حلبجة.
- فقيل أنها تصغير لكلمة حلب، حيث أن أحد ولاة الدولة العثمانية -الذي كان قبل ولايته على حلبجة والياً سابقاً على مدينتي حلب وشهرزور- أُعجب بها وقرر تسميتها بحلبجة تصغيراً لحلب ولايته السابقة.[بحاجة لمصدر] ولكن هذا الرأي يبدو ضعيفاً[وفقًا لِمَن؟]؛ إذ أن صيغة التصغير غير صحيحة لغوياً في كلتا اللغتين العربية والكردية. كما أن الوالي غير معروف فلم يُذكر اسمه ولا تاريخ ولايته.
- قيل أن تسمية حلبجة نسبة إلى اسم فاكهة الإجَّاص باللغة الكردية والتي هي: «هه لوجه»، وهذه فاكهة تشتهر بها مدينة حلبجة.[بحاجة لمصدر] لكن حتى هذا القول يبدو ضعيفاً أيضاً[وفقًا لِمَن؟]؛ لأن المدينة لا تشتهر فقط بهذه الفاكهة بل بعدة أنواع من الفواكه الأخرى.
- ولعل أرجح الآراء[وفقًا لِمَن؟] هو أن سبب تسمية المدينة مأخوذ من الجملة الفارسية «عجب جا»، والتي تعني مكان ملفت للنظر. فهذه الجملة الفارسية قالها قائد فارسي عندما رأى جمال مدينة حلبجة.[بحاجة لمصدر]

## تاريخ
حلبجة مدينة قديمة جدا يعود تاريخها إلى عصر اللولوبيون. يُعتقد أن مدينة خار خار القديمة 2000 قبل الميلاد هي حلبجة اليوم. في عام 641، حرر الجيش الإسلامي المدينة من الإمبراطورية الساسانية وأصبحت جزءًا من الدولة الإسلامية.
خلال الخلافة العباسية بين 959-1015 م حكمت إمارة الحسناوية المدينة وتلاها عهد ولاية العنازي بين 1016-1117 م. أعاد الدوقات بناء المدينة عام 1650 بالقرب من مسجد التقية الحالي. كانت تابعة لناحية جولانبار (خورمال) قبل إعلانها كمنطقة. وفي عام 1889 أصبحت منطقة في عهد الإمبراطورية العثمانية وتولى عثمان باشا جاف منصب عمدة المدينة وكان ذلك متزامنًا مع إعلان منطقة النجف. بنيت المدرسة الأولى في حلبجة في عام 1919. وفقًا للإحصاءات البريطانية، بلغ عدد سكان المدينة في عام 1920 ما يقارب 6509 نسمة، وكان يتبع لها قضاء بنجوين، خورمال، وارماوا، دربندخان.
في العشرينيات من القرن الماضي، لعبت المدينة دورًا كبيرًا في دعم ثورات الشيخ محمود الحفيد والدفاع عن المدينة ضد طائرات أدمونز البريطانية التي غزت المدينة، والتي أعقبتها لاحقًا معركة أشكول في جبل شنروه.
أنجبت حلبجة العديد من الشعراء الأكراد منهم أحمد مختار جاف، مولوي، عبد الله كوران، طاهر باج جاف، قاني وغيرهم.
تعتبر البلدة من المحطات المهمة للمسافر من جنوب ووسط العراق إلى الشمال. وأيضاً هي في طريق القوافل المتجهة إلى تركيا وقارة أوروبا. غالبية هذه القوافل كانت تحمل معها في الماضي التمر لذا سميت أحد نواحي مدينة حلبجة باسم ناحية خورمال والتي تعني مخزن التمر، حيث كانت تجارة التمر هي التجارة السائدة في العصور القديمة.

## المساجد
تحتوي المدينة على العديد من المساجد والمراقد والأضرحة ومنها:
- مسجد قرية كلوب
- مسجد ومرقد الشيخ علي.
- مسجد ومدرسة بيارة.
- الجامع الكبير (مسجد المفتي).
- مرقد أبو عبيدة الأنصاري. يقع على سفح جبل شتوري.
- الجامع الكبير (خورمال).
- جامع وتكية سيد نصر الله الخالصي. (منطقة السراي).
- مسجد خانم (منطقة المفتي) .
- مسجد خربانه (ناحية بياره).
- جامع باشا (منطقة المفتي).
- الجامع الكبير في قرية طويلة.
- مسجد ناودي (بيارة).
- جامع شيخ عثمان طويلة (بيارة).

## الهجوم الكيميائي في حرب الخليج 1988
هو هجوم حدث في الحرب العراقية الإيرانية، حيث كانت مدينة حلبجة محتلة من قبل الجيش الإيراني، وعندما تقدم إليها الجيش العراقي تراجع الإيرانيون إلى الخلف وقام الجيش العراقي قبل دخولها بقصفها بغاز السيانيد، مما أدى إلى مقتل الآلاف من أهالي المدينة. وفي وقتها ادعى العراق أن الهجوم قامت به القوات الإيرانية على البلدة. حيث حصل الهجوم الكيميائي في آخر أيام حرب الخليج الأولى من 16-17 مارس 1988. وقُتل من سكان البلدة فوراً 3200-5000 وأصيب منهم 7000-10000 ولقد كان أغلبهم من السكان المدنيين، وهي أكبر هجمة كيماوية وُجّهت ضد سكان مدنيين من عرق واحد حتى اليوم.

## من أعلام حلبجة ومشاهيرها
- الملا حسن دزلي (الاستاذ في جامع الأزهر).
- الشيخ عبد الكريم محمد المدرس (العلامة الفقيه المعروف).
- الأديب والمؤرخ توفيق وهبي، وزير الأقتصاد سنة 1944.
- أحمد مختار بابان
- الشاعر عبد الله غوران
- الشيخ نجم الدين طه
- القاضي رؤوف رشيد عبد الرحمن

## معرض الصور

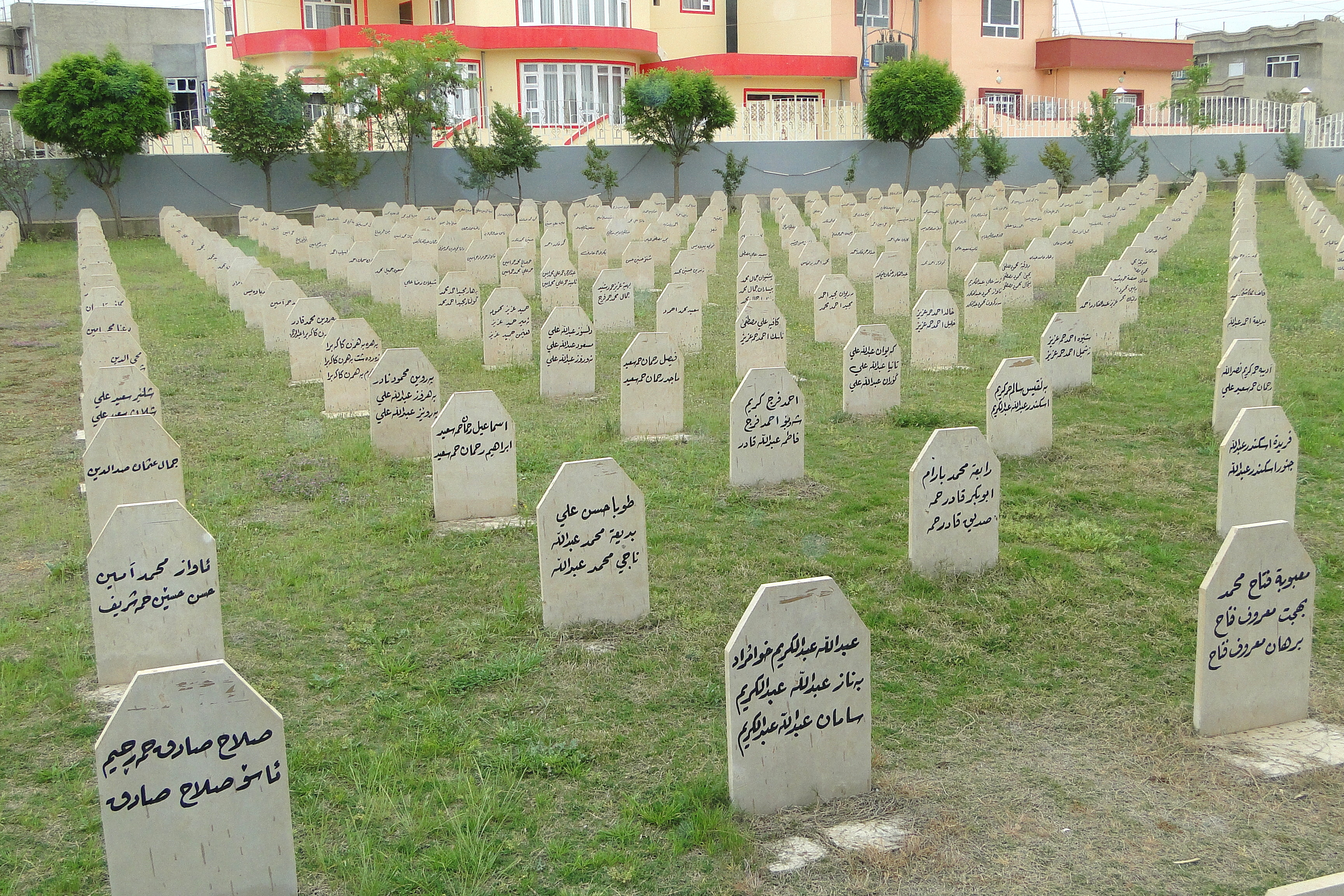
مقبرة تضم رفات الضحايا من أهالي حلبجة نتيجة الهجوم الكيمياوي في 1988 خلال فترة الحرب العراقية الإيرانية
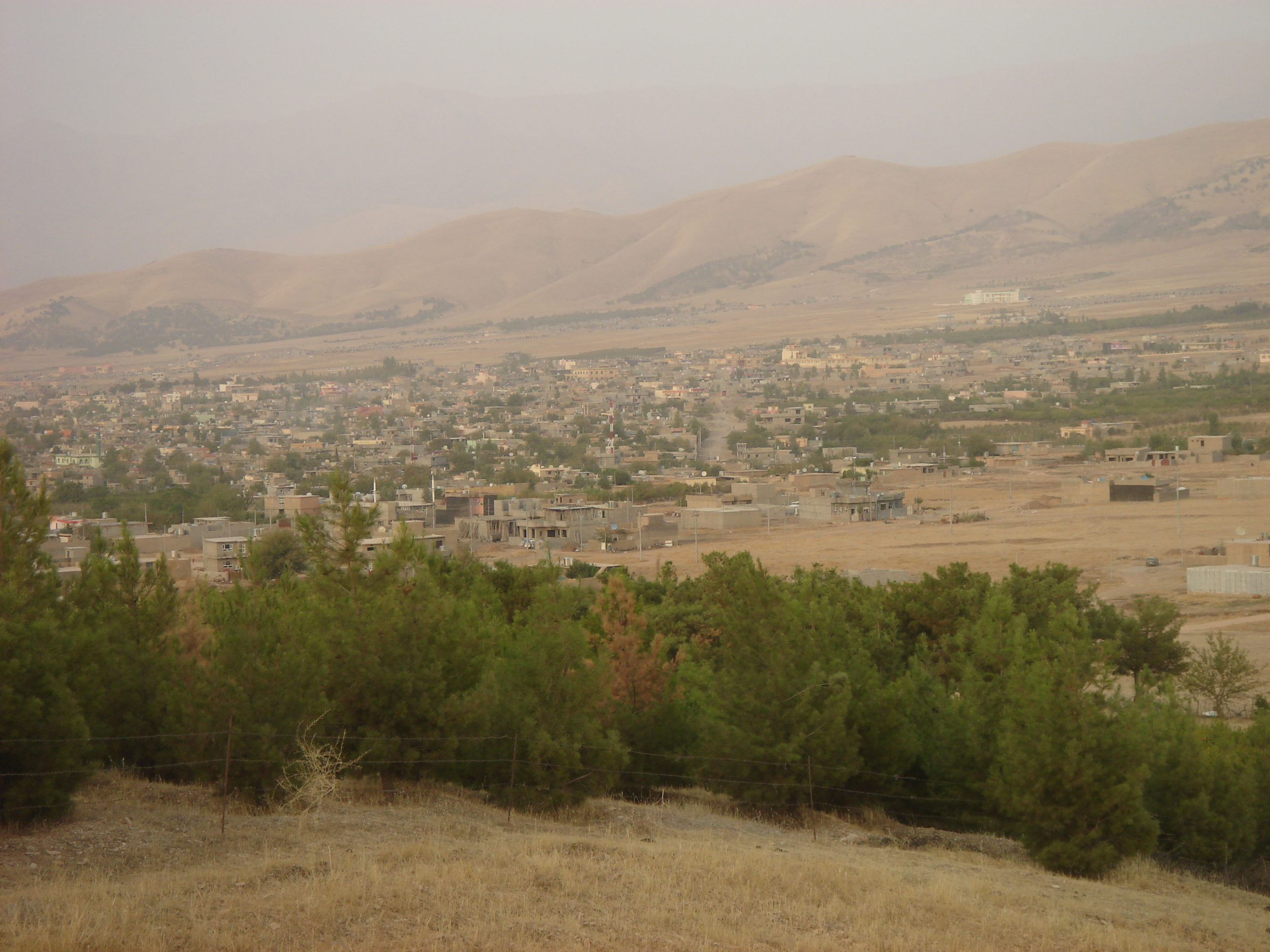
حلبجة في فصل الخريف

## وصلات خارجية
- حلبجة مدينة من تاريخ وجمال
- Anfal campaign included poison gas, 'savage attacks'
- Halabja chemical weapons: A chance to find the men who armed Saddam
- New lawsuit filed in Halabja against companies supplied Saddam with chemical weapons
- Remembering Victims of Genocide: The Chemical Attack on Halabja 1988
- Iraq's Halabja chemical attack haunts survivors 30 years on
- نحو خمسة آلاف كردي قضوا في الهجوم الكيميائي على حلبجة قبل 30 عاما
- آلاف الأكراد يحيون الذكرى الثلاثين للهجوم الكيميائي على حلبجة